# Pustynia Patagońska

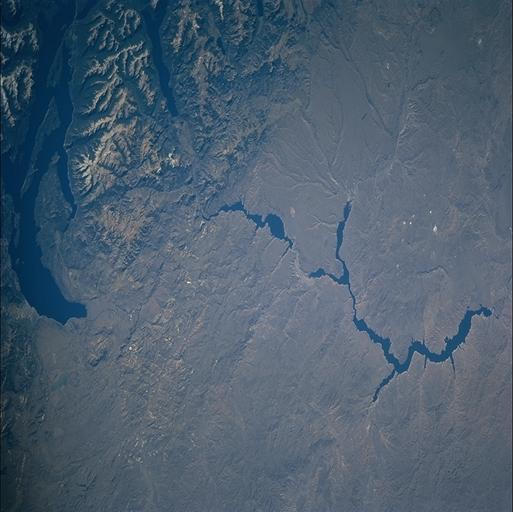
Pustynia Patagońska widziana z kosmosu (wraz z rzeką Limay)

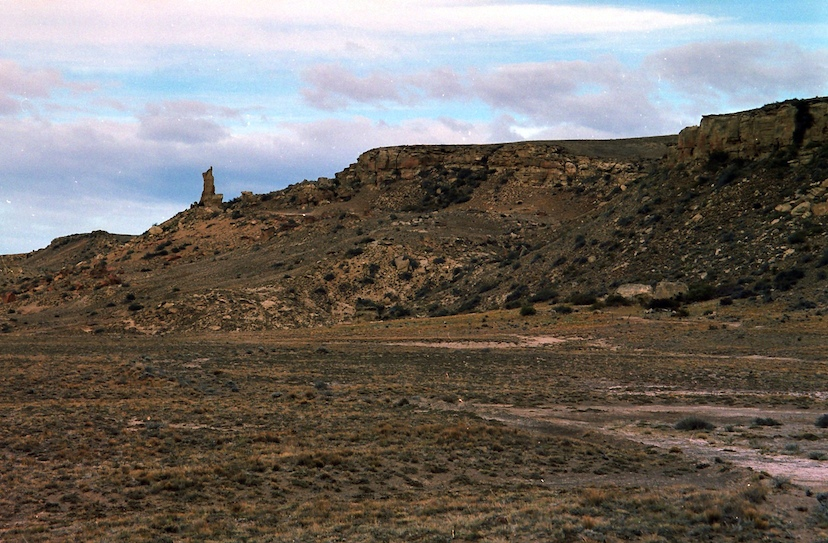
Widok na Pustynię Patagonską z Drogi Krajowej nr 40

Pustynia Patagońska – pustynia chłodna, piaszczysta, położona w Ameryce Południowej, głównie na terenie argentyńskiej Patagonii, a także w Chile. Jest to największa pustynia położona w rejonie 40 równoleżnika. Od wschodu jest ograniczana przez Ocean Atlantycki, od północy graniczy z Cuyo i pampą, od zachodu przez Andy Patagońskie; w tamtym rejonie łączy się z Pustynią Atacama. Jej powierzchnia wynosi 670 tys. km², co czyni ją 6. największą pustynią świata (wliczając pustynie lodowe). Przed kolonizacją hiszpańską była zamieszkiwana przez ludy zbieracko-łowieckie (m.in. Tehuelcze), w XIX wieku nastąpiła migracja w te rejony (Mapuche, Argentyńczycy, Walijczycy), co prowadziło do konfliktu granicznego. Ostatecznie po kampanii wojskowej z lat 70. i lat 80. XIX wieku większość terenów przypadła Argentynie i zaczęła być wykorzystywana jako miejsce uprawy rolnej, wypasu koni oraz owiec i pozyskiwania surowców naturalnych.

## Warunki naturalne
Znaczną część (ok. 120 tys. km²) zajmują wulkany i skały wulkaniczne; dosyć znaczną powierzchnie zajmują solniska. Na pustyni występują rzeki okresowe, wypływające z sąsiednich lodowców Andów; w okolicy pustyni płynie natomiast stosunkowo dużo rzek. Tereny te oryginalnie były tropikalnymi lasami, natomiast po wypiętrzeniu Andów zaczęły je pokrywać pyły wydobywające się z nich, a także znacznie zmalała ilość deszczu w tych okolicach. Najwyższym punktem jest Domuyo (4702 m n.p.m.), a najniższym – Laguna del Carbón (105 m p.p.m.; także największa depresja Ameryki Południowej i całej półkuli zachodniej).

## Klimat
Klimat dosyć znacznie różni się w obrębie pustyni, gdyż rozciąga się ona od wysoko położonych terenów po morskie wybrzeże. Charakteryzuje się stosunkowo niskimi temperaturami oraz silnymi wiatrami. W najchłodniejszych rejonach średnia temperatura wynosi 3 °C i rzadko przekracza 12 °C. W tym rejonie występuje 7 miesięcy zimy i 5 lata.
Generalnie część północna, bliżej granicy z Brazylią notuje wyższe temperatury – w okolicach Rio Colorado latem do 31 °C w dzień; na północnym wybrzeżu 26 °C do 29 °C w dzień, a nocą od 12 do 15 °C na wybrzeżu i 7 do 10 °C na północnym stepie. Idąc na południe, temperatury letnie dzienne zmniejszają się od 22 do 16 °C wzdłuż wybrzeża, 24 do 17 °C wzdłuż stepów; nocami temperatury wynoszą od 8 do 11 °C na południowych stepach i 6 do 10 °C na wybrzeżu tamtego regionu.
Zimą temperatura zależy głównie od wysokości – niskie tereny wybrzeża notują od 2 do 11 °C w dzień, stepy generalnie od 0 °C do 10 °C, płaskowyże od –5 °C do +5 °C, najwyższe wzniesienia – poniżej zera. Rekordowo chłodne zimy powodują temperatury ok. -20/-25 °C, choć najniższa zanotowana temperatura to –33,6 °C.

## Fauna i flora
Pomimo niesprzyjającego klimatu występują tu stosunkowo licznie krzewy, rośliny zielne, a także zwierzęta: pójdźka ziemna, nandu plamiste, gwanako andyjskie, tukotuki, dolichotis, pancerniki, grizon patagoński, puma, lis argentyński, pustyniogwan.